# Ягодное (Бурятия)

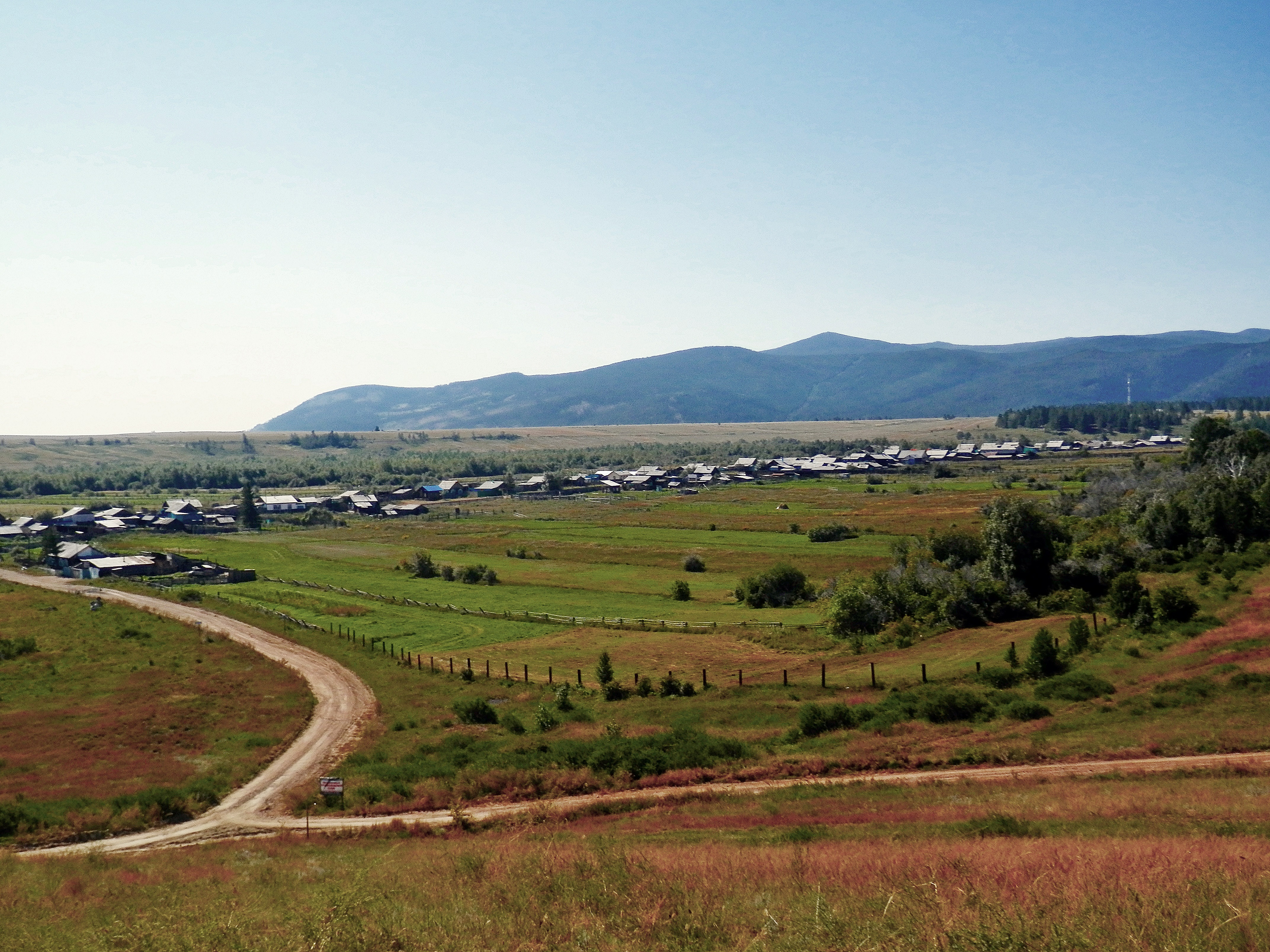

Я́годное — село в Селенгинском районе Бурятии. Входит в сельское поселение «Загустайское».

## География
Расположено у подножия Солдатского хребта, отрога Хамар-Дабана, в краю Убукунских озёр, между озёрами Чёрное и Круглое, в одном километре западнее Щучьего озера.
Находится в 7,5 км к северу от станции Сульфат Восточно-Сибирской железной дороги и 10 км от центра сельского поселения — улуса Тохой. Районный центр, город Гусиноозёрск, расположен в 22 км по автодороге к юго-западу от села.

## История
Основано в 1920 году забайкальскими старообрядцами-семейскими, выходцами из Тарбагатая.

## Население
| 2002 | 2008 | 2010 |
| ---- | ---- | ---- |
| 274  | ↘254 | ↗320 |

## Инфраструктура
Фельдшерский пункт, начальная общеобразовательная школа, клуб, библиотека, почтовое отделение.

## Культура
В селе Ягодном более половины жителей — старообрядцы-семейские. Действует культурный центр. В 1979 году основан фольклорный семейский ансамбль «Рябинушка», участник республиканских смотров-конкурсов народной песни.

## Экономика
Жители заняты сельским хозяйством, рыболовством на Убукунских озёрах, сбором ягод и кедровых орехов.